# Josip Costaperaria
Josip Costaperaria, slovenski arhitekt furlansko-hrvaško-nemškega rodu, * 1876, Krapje pri Novski, Hrvaška, † 1951, Ljubljana, Slovenija.

## Življenjepis
Po končani prvi gimnaziji v Zagrebu je najprej študiral arhitekturo na Tehnični visoki šoli na Dunaju in potem v študijskem letu 1899/1900 na Akademiji upodabljajočih umetnosti na Dunaju pri Ottu Wagnerju. Študija takrat ni končal, ampak šele leta 1927 pri prof. dr. Clemensu Holzmeisterju na Akademie der bildenden Kunst na Dunaju. V času Avstro-Ogrske monarhije je živel v Trstu s slovensko koncertno pevko Miro Dev, s katero se je kasneje poročil. Najprej je delal pri arhitektu Maksu Fabianiju in vodil gradnjo slovenskega Narodnega doma v Trstu in Trgovskega doma v Gorici. Ko je delal pri Konzorciju beneških inženirjev in konstrukterjev v Trstu, je naredil več manjših projektov, kot samostojen arhitekt pa Meščansko deško šolo v Postojni (1907–1909), šolo Cirila in Metoda in Živnostensko banko v Trstu. Po prvi svetovni vojni je v času države SHS in Kraljevine Jugoslavije zasnoval: Ljubljanski velesejem (1921), Ljubljanski dvor (1923–1925), hiši Šuklje (1928) in Dular (1930), vile in blok Šahovnica na Vrtači (1931–1933) in drugo. Bil je arhitekt senatorja in nekdanjega ljubljanskega župana Ivana Hribarja, družine von Pongratz na Bledu in kneza K. A. Auersperga, kot tudi član Rotary kluba Ljubljana in številnih žirij, društev ter kulturnih krogov. Znan je kot petkovec – v modernizem usmerjene skupine arhitektov, ki je bila opozicija Plečniku. Po drugi svetovni vojni je bil s strani nove oblasti obtožen zaradi sodelovanja pri Fiera di Lubiana leta 1941, ki je bil organiziran v času italijanske okupacije, vendar je bil kasneje oproščen. V biroju Projektivnega zavoda – Slovenija projekt je po drugi svetovni vojni naredil več prenov in novogradenj, najbolj kakovostno povojno delo pa je nadzidava sodne palače v Ljubljani (1949–1953). Umrl je osamljen in v pomanjkanju v Ljubljani. 
Enainpetdeset let po njegovi smrti je bila konec leta 2002 organizirana razstava o njem in njegovem ljubljanskem opusu v Spomeniškovarstvenem centru v Ljubljani, ki jo je pripravil Bogo Zupančič, leta 2004 pa je izšla knjiga Arhitekt Josip Costaperaria in ljubljansko moderno meščanstvo, ki jo je napisal isti avtor.
Njegova žena je bila Mira Costaperaria - Dev (1882—1934) sopranistka in koncertna pevka.